# 準惑星
| 恒星（太陽）               |                                   |                                  |                                   |                                   |                |                |                |
| 太陽の 周りを 回る 天体    | 惑星                              | 惑星                             | 地球型惑星                        | 地球型惑星                        |                |                |                |
| 太陽の 周りを 回る 天体    | 惑星                              | 惑星                             | 木星型惑星                        |                                   |                |                |                |
| 太陽の 周りを 回る 天体    | 惑星                              | 惑星                             | 天王星型惑星                      |                                   |                |                |                |
| 太陽の 周りを 回る 天体    | 準惑星                            |                                  |                                   |                                   |                |                |                |
| 太陽の 周りを 回る 天体    | 小惑星帯にあるもの （ケレスのみ） |                                  |                                   |                                   |                |                |                |
| 太陽の 周りを 回る 天体    | 冥王星型天体                      |                                  |                                   |                                   |                |                |                |
| 太陽の 周りを 回る 天体    | 太陽系 小天体                     | 太陽系 小天体                    | 冥王星型天体以外の 太陽系外縁天体 | 冥王星型天体以外の 太陽系外縁天体 |                |                |                |
| 太陽の 周りを 回る 天体    | 太陽系 小天体                     | 太陽系 小天体                    | 小惑星                            |                                   |                |                |                |
| 太陽の 周りを 回る 天体    | 太陽系 小天体                     | 太陽系 小天体                    | 彗星                              |                                   |                |                |                |
| 太陽の 周りを 回る 天体    | 太陽系 小天体                     | 太陽系 小天体                    | 惑星間塵                          |                                   |                |                |                |
| 太陽の 周りを 回る 天体    | 太陽以外の 天体の周りを 回る天体  | 太陽以外の 天体の周りを 回る天体 | 衛星（未定義）                    | 衛星（未定義）                    | 衛星（未定義） | 衛星（未定義） | 衛星（未定義） |
| ■Portal ■Project ■Template |                                   |                                  |                                   |                                   |                |                |                |

| 太陽系外縁天体                                         | 太陽系外縁天体         |
| ------------------------------------------------------ | ---------------------- |
| エッジワース ・カイパー ベルト （海王星との 軌道共鳴） | (3:4)                  |
| エッジワース ・カイパー ベルト （海王星との 軌道共鳴） | 冥王星族 (2:3)         |
| エッジワース ・カイパー ベルト （海王星との 軌道共鳴） | (3:5)                  |
| エッジワース ・カイパー ベルト （海王星との 軌道共鳴） | キュビワノ族 ( - )     |
| エッジワース ・カイパー ベルト （海王星との 軌道共鳴） | (1:2)                  |
| 散乱円盤天体                                           |                        |
| オールトの雲                                           |                        |
| 類似天体                                               | ケンタウルス族         |
| 類似天体                                               | 海王星のトロヤ群       |
| 類似天体                                               | 彗星（遷移天体）       |
| 関連項目                                               | 準惑星（冥王星型天体） |
| 関連項目                                               | 太陽系小天体           |
| ■Portal ■Project ■Template                             |                        |

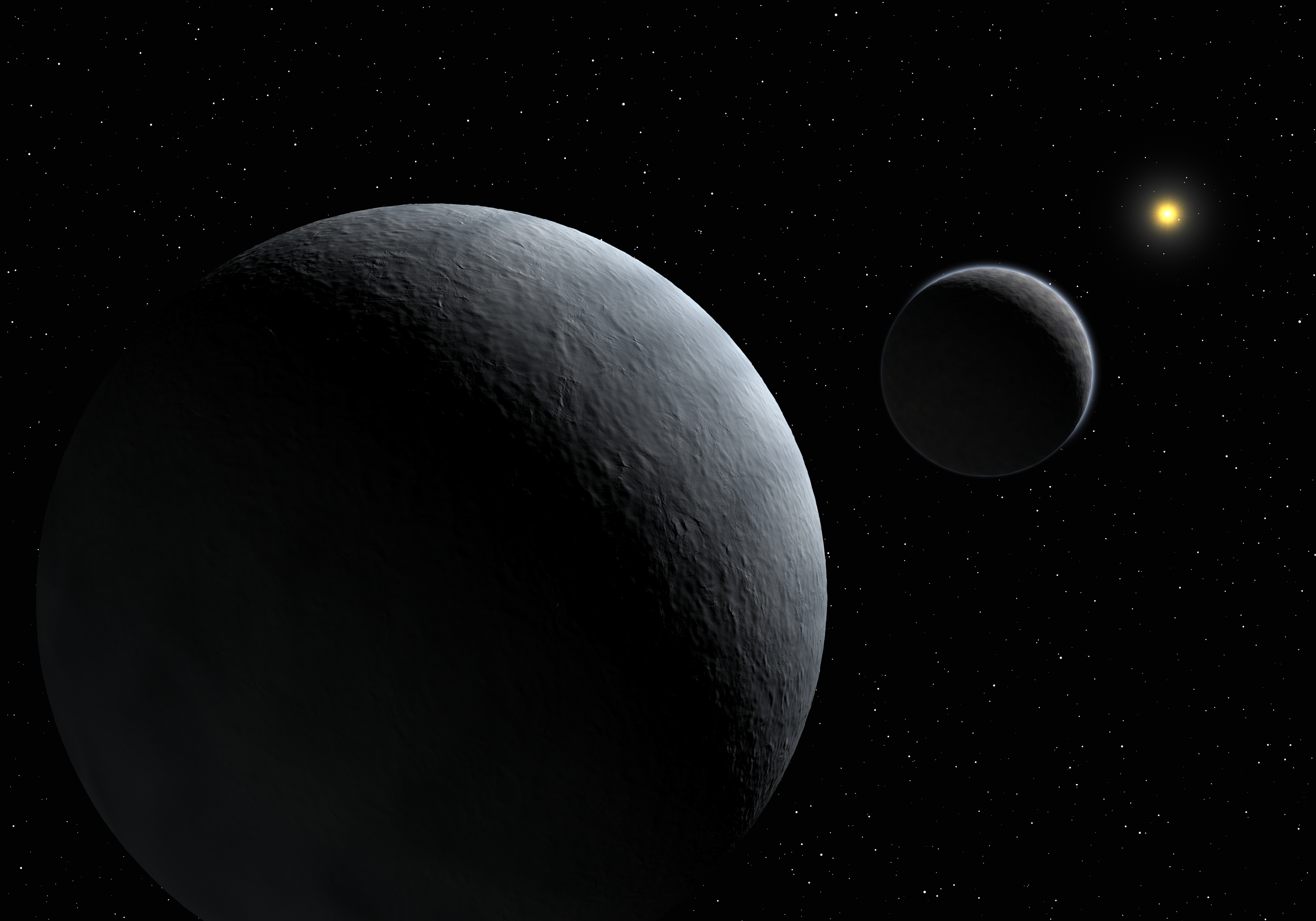
76年間惑星とされてきたが、2006年に準惑星と位置づけ直された冥王星（左）と、その衛星のカロン（右）（想像図）

準惑星（じゅんわくせい、英: dwarf planet）とは、太陽の周囲を公転する惑星以外の天体のうち、それ自身の重力によって球形になれるだけの質量を有するもの。国際天文学連合（IAU）が2006年8月24日に採択した第26回総会決議5A（以下、決議5Aと略）の中で「惑星」を再定義した際に、同時に定義された太陽系の天体の新分類である。

## 国際天文学連合による定義
採択された決議案に示される定義は下記の通りである。
dwarf planet（） （準惑星）とは、以下の条件をすべて満たす天体である。
- 太陽をめぐる軌道を周回している[1]。
- 固体をその形に維持するための力（機械的強度）によるのではなくそれ自身をまとめあげている重力（自己重力）によって静水圧平衡（ほぼ球形）を保つに足る質量がある[1]。
- その軌道近くから他の天体が排除されていない（他の天体を取り込んだりはじき飛ばしたりしていない）[1]。
- それ自体が衛星ではない（ただし、以下に明示したように「衛星」の定義はなされていない）[1]。

なお、学術用語について、学会などが定義を明言することは極めて異例である。通常は、関連研究者内部で提唱されたものが淘汰されて決まるものである。

### 日本学術会議による提言
IAU総会の決議直後には dwarf planet の訳語として「矮惑星」などが使われたが、日本学術会議は2007年4月9日の対外報告（第一報告）において日本語では「準惑星」と表記することを推奨している。ただし、「冥王星もケレスもエリスも性質が違うので同じ呼称に含めるのはおかしい」との意見があったこと、単に球形というだけでは自己重力によってその形状を保っているのかどうかわからないこと（直径 3.5km の球形小惑星も存在する）などから、IAU に対して定義の再検討を求めていくとしている。具体的には一定以上の直径を持つこと（例えば直径 1,000km とするなど）を「準惑星」の基準に加えるという案がある。日本学術会議では、dwarf planet という概念には未だに曖昧な部分があることから、学校教育の現場などでは積極的な使用を推奨しないとしている（詳細は惑星#日本学術会議の対外報告を参照）。

## 冥王星の扱い
冥王星は1930年に発見されて以来、第9惑星として扱われてきたが、「自分の軌道近くから他の天体を排除している」とは判断されなかったため、準惑星に分類されることとなった。決議6Aで、冥王星は準惑星の典型例であると明示されている。
冥王星はエッジワース・カイパーベルトに位置する軌道を持つ天体であり、海王星と 3:2 の共鳴関係にある軌道を巡っている。trans-Neptunian objects（） （TNOs、太陽系外縁天体）のうち、このような共鳴軌道を巡る天体は冥王星族と呼ばれ、TNOs 全体の1割を超えている。この観測事実が、冥王星が惑星と見なされなかった要因となっている。

## 歴史
1801年以降、天文学者は火星と木星の間にあるケレスやその他の天体を発見した。これらの天体は、何十年もの間惑星と見なされていた。1851年頃、惑星の数が23に達したとき、天文学者は小惑星という言葉を小さな天体に使用するようになり、それからそれらを惑星として命名したり分類したりするのをやめた。
1930年に冥王星が発見されたため、ほとんどの天文学者は、太陽系には9つの惑星があり、数千の非常に小さな天体（小惑星と彗星）があると考えていた。冥王星はほぼ50年間、水星よりも大きいと考えられていた。しかし、冥王星の衛星のカロンが1978年に発見されたことにより、正確に冥王星の質量が測定できるようになったが、それは当初の見込みよりもはるかに小さかったことが分かった。冥王星は水星のおよそ20分の1の質量であったことが判明した。それでも小惑星帯で最大の天体であるケレスの10倍以上の大きさだったが、冥王星は月の5分の1の質量しか無かった。さらに、大きな軌道離心率や高い軌道傾斜角などのいくつかの異常な特性を持っていることから、それが他の惑星とは異なる種類の天体であることが明らかになった。
1992年に、アルビオンが発見されて以降、天文学者は冥王星と同じ空間領域（現在はエッジワース・カイパーベルトとして知られている）で、多くの小天体を発見した。それに伴い、冥王星は天文学的には太陽系外縁天体の一つであることが確実となった。これらの多くは冥王星の主要な軌道特性のいくつかを共有しており、冥王星は新しい分類の天体の中で最大の天体と見なされ始めた。新しい小惑星の発見後にケレスが再分類されたのと同じように、これらの天体も大きな天体を惑星として分類するか、冥王星が再分類される必要があることが明らかになった。これにより、一部の天文学者は冥王星を惑星と呼ぶのをやめた。「Subplanet」や「Planetoid」を含むいくつかの用語は、現在準惑星として知られている天体に使用され始めた。天文学者はまた、冥王星と同じ大きさの天体がさらに発見され、冥王星が惑星として分類されたままである場合、惑星の数は急速に増加し始めるということを確信していた。
エリス（当時は2003 UB 313として知られていた）は2005年1月に発見された。冥王星よりわずかに大きいと考えられており、非公式に第10惑星と呼ばれている報告もあった。結果として、この問題は2006年8月のIAU総会で激しい議論の的となった。IAUが最初に提案した案には、惑星にカロン、エリス、ケレスが含まれていた。多くの天文学者がこの提案に反対した後、ウルグアイの天文学者フリオ・アンヘル・フェルナンデスとゴンサロ・タンクレディによって代替案が作成された。彼らは、中間のカテゴリーを提案した。カロンをリストから削除すると、新しい提案では、冥王星、ケレス、エリスも軌道をクリアしていないため、削除された。
IAUの最終決議5Aでは、太陽を周回する天体を3つの分類に分けた。IAUは、天体を分類するプロセスを確立したことはなく、そのような判断は天文学者に任せていた。しかしその後、IAU委員会が準惑星の命名を監督するガイドラインを確立し、絶対等級が+1より明るい天体（したがって、幾何アルベド1に対応する最小直径838 kmの、名前のない太陽系外縁天体）は準惑星命名委員会によって命名されることになった。当時、命名基準を満たすのはハウメアとマケマケだけであった。
これらの5つの準惑星（2006年に検討中の冥王星、ケレス、エリスと2008年に命名されたハウメアとマケマケ）は、一般に太陽系の準惑星として命名当局によって提示されている。しかし、それらの1つである冥王星だけが十分に詳細に観察されており、現在の形状が静水圧平衡から予想されるものに適合していることを確認している。セレスは平衡に近いが、いくつかの重力異常は説明されていないままである。
一方、天文学界は通常、より大きな太陽系外縁天体も準惑星と呼んでいる。たとえば、JPL / NASAは、2016年の観測後、(225088) Gonggongを準惑星に位置付た。サウスウエスト研究所のSimon Porterは冥王星に言及して、2018年に「大きな8つの『太陽系外縁天体』準惑星（エリス、ハウメア、マケマケ、Gonggong、クワオアー、セドナ、オルクス）」について話した。
太陽以外の恒星を周回する惑星の分類について懸念が提起されたが、問題は解決されなかった。代わりに、準惑星サイズの天体が観測され始めた時のみに、これを決定することが提案された。

## 準惑星の一覧
IAU が決議案採択の時点で dwarf planet の例として示したのは冥王星からケレスまでの3個であり、2008年7月にマケマケ、9月にハウメアが追加されて5個となった。しかし、このカテゴリー自体の定義も今後の研究に委ねられることを留意する必要がある。
なお、冥王星は trans-Neptunian object 内の新しいサブグループの代表例であることも IAU において決議されたが、そのサブグループの正式名称を決定するには至らなかった。日本学術会議は2007年4月9日の対外報告（第一報告）で冥王星型天体との呼称の使用を推奨した。その後、2008年6月11日にIAUの執行委員会が開かれ、plutoidを正式名称とすることが決定された。
| 名称     | 分類             | 直径 [km]       | 質量 [kg]             | 軌道傾斜角 [°] | 軌道離心率 | 軌道長半径 [AU] | 公転周期 [年] | 自転周期 [日] | 衛星数 | 認定日        |
| -------- | ---------------- | --------------- | --------------------- | -------------- | ---------- | --------------- | ------------- | ------------- | ------ | ------------- |
| 冥王星   | 冥王星族         | 2,370           | ~1.305 ×1022          | 17.09          | 0.250      | 39.445          | 247.74        | 6.387         | 5      | 2006年8月24日 |
| エリス   | 散乱円盤天体     | 2,326 ± 12      | （1.66 ± 0.02） ×1022 | 44.08          | 0.437      | 67.781          | 558.77        | 1.08 ± 0.02   | 1      | 2006年8月24日 |
| ケレス   | メインベルト天体 | 975 × 909       | 9.5 ×1020             | 10.581         | 0.080      | 2.767           | 4.60          | 0.377         | 0      | 2006年8月24日 |
| マケマケ | キュビワノ族     | 1,300 - 1,900   | ~4 ×1021              | 29.00          | 0.160      | 45.482          | 306.74        | 0.3238        | 1      | 2008年7月**日 |
| ハウメア | キュビワノ族     | 1,960×1,518×996 | ~（4.2 ± 0.1） ×1021  | 28.22          | 0.196      | 43.080          | 282.77        | 0.1646 1      | 2      | 2008年9月17日 |

1. ↑  1天文単位 = 149,597,870 km
2. ↑  逆行

上記のうち、ケレス以外の4個は plutoid である。さらに数十個の天体が plutoid に分類される可能性がある（準惑星候補の一覧を参照）。
trans-Neptunian object という分類呼称は、それをどう翻訳するのかを含めて、IAU の決議には左右されず、各国及び各自の判断に任されている（例えば、asteroid、エッジワース・カイパーベルト天体、あるいは地球型惑星などの名称はもとから IAU の公式分類ではない）。IAU の公式用語には、各国でどのように分類しどのように呼ぶかについての強制力は全くない。
また、現在は冥王星の衛星とされているカロンは、「衛星かどうか」という判断を除き基準を満たしている。ただし、委員会原案では共通重心が主星の外にあるものは衛星としないと明示されていたが、それは最終決議案では記述されなかったため、IAU の公式見解としては、この点について何も示していない。
この他、小惑星帯の中ではケレスに次いで大きな天体であるベスタ、パラス、ヒギエアについては、自身の重力によって球に近い形を保っている可能性がある。このため、今後の観測の結果如何では準惑星に分類される可能性がある。もちろん、これ以外の天体についても条件さえ満たすことがわかれば、順次、準惑星と呼ぶことになるであろう。

## 準惑星の大きさと質量
IAU が採択した決議 5A では、準惑星の大きさと質量については、下限と上限が以下のように定められている。
上限については定義されない。仮に水星より質量の大きな天体が見つかっても、「その軌道周辺で他の天体を排除していない」なら、惑星には分類されず、準惑星と分類されることになる。
下限に関しては、「自重によって静水圧平衡形状（ほぼ球状）になっている」と定義される。具体的な数値は該当天体の天体物理学的性質によって変わる。IAU 決議案として当初提示されていた委員会原案の補足文章では、半径や質量を数値的に明示するという形で定義するつもりはないとの意志が明確に提示されていた。国際天文連合決議 5B に相当する委員会原案では、正規の物理学的定義が理解できない人のために「この定義によれば、通常の岩石でできている天体ならば、5×1020kg の質量、あるいは 800km 以上の直径をもつ天体がこれに該当するであろう」というガイドラインがされていたが、これ自体は定義ではない。
また、具体的な天体がどの分類に属するかについての具体的な判断については、その都度、IAU が適宜判断する旨の注記がそえられている。

## 準惑星の命名法
太陽系内の新天体などの命名については、国際天文学連合内に小天体命名委員会（CSBN）と惑星系命名ワーキンググループ（WGPSN）があり、小惑星は前者が、衛星および天体表面の地形（クレーターなど）は後者が担当していた。
準惑星に分類された時点で正式名称がなかった2003 UB313については、総会直後の2006年9月に従来の小惑星（外縁天体）の命名規則に基づき、CSBNとWGPSNが共同で「エリス」と命名した（同時に冥王星とエリスには小惑星番号も付与された）。2008年6月に冥王星型天体 (英: plutoid) の呼称が正式決定されると共に、冥王星型天体の命名手順についてはエリスの例を踏襲することになった。
各惑星および冥王星には和名があるが、エリス以降の準惑星に公式な和名を付けようという動きはない。
なお中国語圏（台湾を含む）においては公的に下記の中国語名（漢字表記）が付けられ使用されている。
中国語における漢字表記の一覧（冥王星とセドナを除く）
- ケレス→穀神星
- ハウメア→妊神星
- マケマケ→鳥神星
- エリス→鬩神星
- クワオアー→創神星
- オルクス→亡神星
- (225088) 2007 OR10→共工星

セドナのみ定まった漢字表記は無く、当て字の賽徳娜が使用されている。

## 準惑星の可能性のある天体
太陽系の準惑星の数は不明である。2006年にIAUが準惑星の分類を受け入れるまでの議論で検討されていた3つの天体、ケレス、冥王星、エリスは、一般に準惑星として受け入れられている。2015年、ケレスと冥王星は、それぞれドーンとニュー・ホライズンズによって静水圧平衡（したがって準惑星）と一致する形状を持っていると判断された。しかし、ケレスについてはまだいくつかの疑問がある。エリスは冥王星よりも重いため、準惑星と見なされる。
発見順に、これらの3つの天体は次のとおりである。
1. ケレス
2. 冥王星
3. エリス （2003 UB 313）

ハウメアとマケマケの命名をdwarf-planet naming committeeに割り当てるという2008年の決定と、IAUのプレスリリースで準惑星として発表されたことにより、これら2つの天体も一般に準惑星と見なされているが、これは実証されていない。
1. ハウメア （2003 EL61）
2. マケマケ （2005 FY9）

4つの準惑星候補がマイケル・ブラウン、ゴンサロ・タンクレディら及び、Grundyらの基準を満たしている。
1. クワオアー （2002 LM60）
2. セドナ （2003 VB12）
3. オルクス （2004 DW）
4. Gonggong （2007 OR10）

マイケル・ブラウンは準惑星への追加を提案している天体にサラキアと2002 MS4を挙げている。また、ゴンサロ・タンクレディらはヴァルナとイクシオンを挙げている。大きな天体の多くは衛星を持っており、それによってそれらの天体の質量、したがってそれらの天体の密度の決定が可能になり、それらが準惑星である可能性があるかどうかについての推定に情報を与える。衛星を持つことが知られていない最大の太陽系外縁天体はセドナ、2002 MS 4、2002 AW197などがある。
マケマケとハウメアが命名されたとき、氷のコアを持つ太陽系外縁天体は、静水圧平衡を保つために、おそらく地球の直径の約3％である400 km（250 mi）の直径しか必要としないと考えられていた。研究者たちは、そのような天体の数はカイパーベルトで約200であり、さらに数千を超える可能性があると考えた。それが、冥王星が最初に再分類された理由の1つであった。しかし、それ以降の研究は、小さな天体が一般的な条件下で平衡を達成または維持することができたという考えに疑問を投げかけている。
2008年、ゴンサロ・タンクレディらは、準惑星としてオルクス、セドナ、クワオワーを公式に受け入れるようにIAUに助言したが、IAUは当時この問題に取り組んでおらず、その後も取り組んでいない。
また、ゴンサロ・タンクレディは5つの太陽系外縁天体（ヴァルナ、イクシオン、2003 AZ84、2004 GV9、2002 AW197）も準惑星である可能性が高いと考えている。2011年以来、マイケル・ブラウンは、推定サイズのみに基づいて、準惑星の可能性を「ほぼ確実」から「可能性がある」まで分類し、数百の準惑星候補の天体のリストを維持してきた。2019年9月13日の時点で、マイケル・ブラウンのリストでは、直径が900 kmを超える10個の太陽系外縁天体（IAUが定めた4つの準惑星とGonggong、クワオアー、セドナ、 オルクス、 2002 MS4、サラキア）を「ほぼ確実」と特定している。「可能性が非常に高い」天体には、直径が600kmを超える別の16個の天体が含まれている。特に、Gonggongはより大きな直径を持っている可能性がある。
ただし、2019年にGrundyらは、サラキアやヴァルダのように、直径が約900〜1000 km未満の暗くて低密度の天体は、完全に崩壊し固体の天体になり、それらの形成から内部の多孔性を保持することはできない（この場合、準惑星にはなり得ない）と提案した。それを受け入れながら、より明るい（アルベド>≈0.2）またはより密度の高い（>≈1.4g/ cc）オルクスとクワオアーはおそらく完全に固体だろうと考えられている。

### 最も準惑星である可能性の高い天体
以下の太陽系外縁天体は、マイケル・ブラウン、ゴンサロ・タンクレディら及び、Grundyらによって合意されている。絶対等級が+1を超え、IAUの準惑星命名委員会の基準を満たす天体が強調されている。また、最初に議論されて以来、IAUによって準惑星として受け入れられているケレスも強調されている。
| 名前       | 軌道の種類                                  | 軌道長半径 (AU) | 公転周期 (年) | 平均軌道速度 (km/s) | 軌道傾斜角 | 軌道離心率 | 軌道近くから他の天体を排除 |
| ---------- | ------------------------------------------- | --------------- | ------------- | ------------------- | ---------- | ---------- | -------------------------- |
| ケレス     | 小惑星帯                                    | 2.768           | 4.604         | 17.90               | 10.59°     | 0.079      | 0.3                        |
| オルクス   | エッジワース・カイパーベルト (冥王星族)     | 39.40           | 247.3         | 4.75                | 20.58°     | 0.220      | 0.003                      |
| 冥王星     | エッジワース・カイパーベルト (冥王星族)     | 39.48           | 247.9         | 4.74                | 17.16°     | 0.249      | 0.08                       |
| ハウメア   | エッジワース・カイパーベルト (12:7)         | 43.22           | 284.1         | 4.53                | 28.19°     | 0.191      | 0.02                       |
| クワオアー | エッジワース・カイパーベルト (キュビワノ族) | 43.69           | 288.8         | 4.51                | 7.99°      | 0.040      | 0.007                      |
| マケマケ   | エッジワース・カイパーベルト (キュビワノ族) | 45.56           | 307.5         | 4.41                | 28.98°     | 0.158      | 0.02                       |
| Gonggong   | 散乱円盤天体 (10:3)                         | 67.38           | 553.1         | 3.63                | 30.74°     | 0.503      | 0.01                       |
| エリス     | 散乱円盤天体                                | 67.78           | 558.0         | 3.62                | 44.04°     | 0.441      | 0.1                        |
| セドナ     | 分離天体                                    | 506.8           | ≈ 11,400      | ≈ 1.3               | 11.93°     | 0.855      | < 0.07                     |

| 名前       | 月との相対直径 | 直径 (km)   | 月との相対質量 | 質量 (×1021 kg) | 密度 (g/cm3) | 自転周期       | 衛星 | アルベド        | H     |
| ---------- | -------------- | ----------- | -------------- | --------------- | ------------ | -------------- | ---- | --------------- | ----- |
| ケレス     | 27%            | 939.4±0.2   | 1.3%           | 0.94            | 2.16         | 9.1時間        | 0    | 0.09            | 3.3   |
| オルクス   | 26%            | 910+50 −40  | 0.9%           | 0.64±0.02       | 1.57±0.15    | 13±4時間       | 1    | 0.23+0.02 −0.01 | 2.2   |
| 冥王星     | 68%            | 2377±3      | 17.7%          | 13.03±0.03      | 1.85         | 6日 9.3時間    | 5    | 0.49 - 0.66     | −0.76 |
| ハウメア   | ≈ 45%          | ≈ 1560      | 5.5%           | 4.01±0.04       | ≈ 2.02       | 3.9時間        | 2    | ≈ 0.66          | 0.2   |
| クワオアー | 32%            | 1110±5      | 1.9%           | 1.4±0.2         | 2.0±0.5      | 8.8時間        | 1    | 0.11±0.01       | 2.4   |
| マケマケ   | 41%            | 1430+38 −22 | ≈ 4.2%         | ≈ 3.1           | ≈ 1.7        | 22.8時間       | 1    | 0.81+0.03 −0.05 | −0.3  |
| Gonggong   | 35%            | 1230±50     | 2.4%           | 1.75±0.07       | 1.74±0.16    | 22.4±0.2時間?  | 1    | 0.14±0.01       | 1.8   |
| エリス     | 67%            | 2326±12     | 22.4%          | 16.47±0.09      | 2.43±0.05    | 14日 13.4時間? | 1    | 0.96±0.04       | −1.1  |
| セドナ     | 29%            | 995±80      | ≈ 1%?          | ≈ 1?            | ?            | 10±3時間       | 0?   | 0.32±0.06       | 1.5   |

## 質量の比較

### 画像

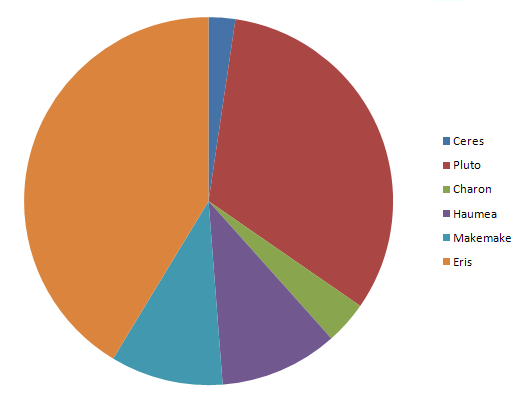
準惑星の質量の比較。参考にカロンも含まれている。
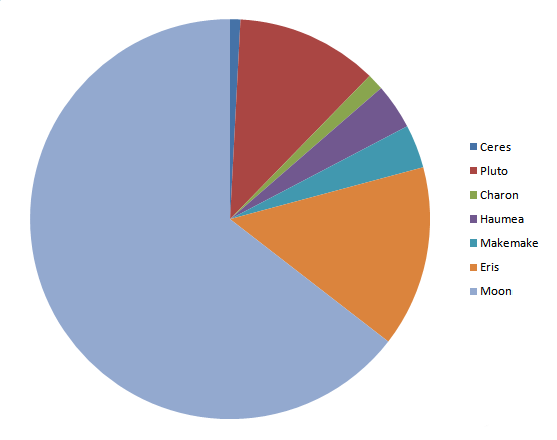
月と準惑星の質量の比較。参考にカロンも含まれている。
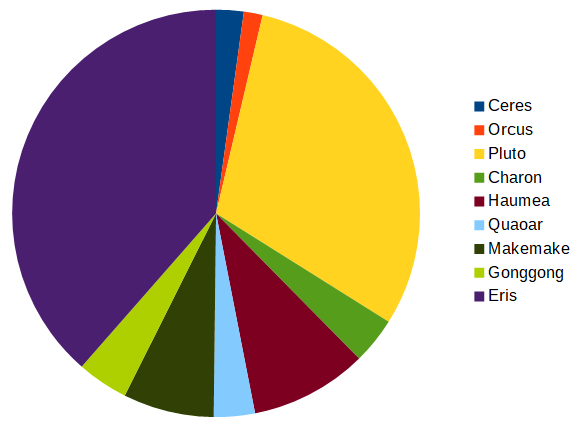
Grundyらによる、最も可能性の高い準惑星の質量の比較。参考にカロンも含まれている。エリス（紫）と冥王星（黄色）が優勢である。2019年のデータであり、測定されていないセドナは除外されている。
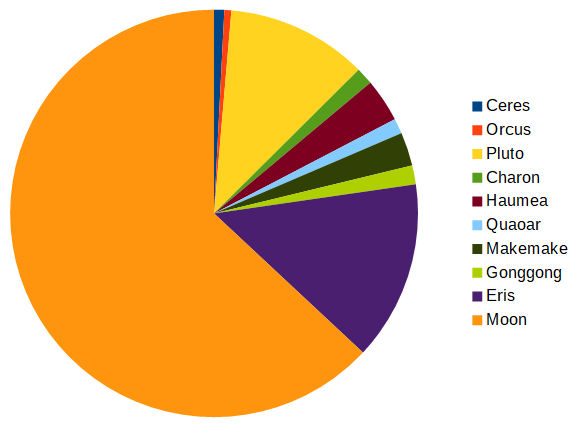
月と最も可能性の高い準惑星の質量の比較。参考にカロンも含まれている。